# Isuzu Trooper
Isuzu Trooper — классический рамный внедорожник компании Isuzu. Экспортировался в другие страны под названиями Isuzu Trooper II, Isuzu Bighorn, Acura SLX, Caribe 442, Chevrolet Trooper, Holden Jackaroo, Holden Monterey, Honda Horizon, HSV Jackaroo, Opel Monterey, SsangYong Korando Family, Subaru Bighorn, Vauxhall Monterey.
В Россию модель как Isuzu официально не поставлялась, однако пользовалась успехом на рынке подержанных автомобилей. Кроме того, в 1993-1994 годах продавался его южнокорейский аналог — SsangYong Korando Family. Вплоть до 2005 года Isuzu Trooper (Bighorn) продавался на Филиппинах. На смену Trooper пришла модель Isuzu Alterra.

## Первое поколение
Первое поколение Trooper (1981—1991) было доступно в трёх- и пятидверном кузове, с неразрезным задним мостом и независимой передней подвеской. На японском рынке автомобиль был первоначально введён в качестве «Isuzu Rodeo Bighorn», но вскоре часть имени — «Родео» — была аннулирована. Ранняя гамма двигателей была представлена 2,0-литровым бензиновым и 2,2-литровым дизелем (73 PS (54 кВт)). Система полного привода с дисковыми тормозами на все колёса управлялась трёхпозиционным переключателем режимов трансмиссии.
В 1986 году Isuzu представил собственный четырёхцилиндровый 2,3-литровый двигатель 4ZD1 112 PS (82 кВт, 110 л. с.). Двигатель оказался неудачным. Из-за проблем Isuzu использовал стандартный двигатель GM 2.8L V6 на 1987 год, пока их собственные новые двигатели V6 могут быть изготовлены.
В 1987 году Isuzu представил 120-сильный (89 кВт) 2,6-литровый (4ZE1) I-TEC бензиновый двигатель для американского рынка. Дополнительно был доступен 2,8-литровый V6 мотор General Motors, позаимствованный у пикапа Chevrolet S-10. Модели с 1988 по 1991 годы были оснащены разрезным мостом задней оси и дисковыми тормозами на все колеса. Кроме того, модели 1987 года были оборудованы уже прямоугольными фарами.

## Второе поколение
Представлено в 1991 году в Японии. Выпускалось в трёх- и пятидверных кузовах. Комплектовалось V-образным шестицилиндровым бензиновым двигателем 3.2 литра (6VD1 SOHC и DOHC мощность 177 л. с. и 200л. с.), а также дизельным рядным четырёхцилиндровым двигателем 3.1 литра (4JG2, мощностью 120 л. с.).
После рестайлинга автомобили оснащались бензиновым V-образным двигателем объём 3.5 литров (6VE1 DOHC выдающий 230 л. с.), а также дизельным четырёхцилиндровым объёмом 3.0 литра 4JX1, оснащённым системой насос-форсунок HEUI.
Дизельные автомобили комплектовались автоматическими коробками передач А340, производства Aisin, на бензиновые автомобили устанавливали 4L30Е который не рассчитан на этот автомобиль и доставляет проблемы владельцам в виде перегрева АКПП и сгорания фрикционов.
Также в 1992 году была выпущена специальная серия MAGIC II ограниченным тиражом 500 штук.

## Автоспорт
- 1992 — Trooper победил в своём классе в Австралийском сафари.
- 1993 — машины модели Trooper заняли первое и второе места в классе в Австралийском сафари.
- 1994 — Trooper одержал победу в своём классе, в ралли-марафоне «Ралли Париж — Дакар».
- 1994 — Trooper пришёл первым в своём классе в ралли Pharaoh’s Rally.

## Сведения об экспорте
Северная Америка — Isuzu Trooper (1983—1989), Isuzu Trooper II (1990—2002), продавался корпорацией Honda под брендом Acura — Acura SLX (1996—2000).

Южная Америка и Африка — Isuzu Trooper и Chevrolet Trooper.

Колумбия — Chevrolet Trooper (первое поколение), Chevrolet Trooper 960 (второе поколение).

Венесуэла — Isuzu Caribe 442.

Азия (исключая Японию) — Isuzu Trooper, также продавался General Motors как Chevrolet Trooper.

Япония — Isuzu Bighorn, продавался корпорацией Honda как Honda Horizon и корпорацией Subaru как Subaru Bighorn.

Европа — Isuzu Trooper (первое и второе поколение) и Opel/Vauxhall Monterey (рестайлинговая модель второго поколения).

Россия — только Opel Monterey.

Новая Зеландия — Isuzu Trooper, Holden Jackaroo, Holden Monterey.

Австралия — Holden Jackaroo, Holden Monterey.